# Margine d'intermediazione
Il margine d'intermediazione (MINTM) è una voce presente nel bilancio di una società bancaria, specificatamente nel conto economico. È composta dalla somma algebrica di interessi attivi e passivi (margine d'interesse,MINT), rettifiche nette su crediti (margine d'interesse rettificato MINTR), dividendi e altri proventi, ricavi netti per servizi, profitti e perdite da operazioni finanziarie, altri proventi netti di gestione (margine d'intermediazione).

## Calcolo degli indicatori di redditività
- Interessi attivi - interessi passivi= margine d'interesse (MINT)
- Margine d'interesse (MINT)+ rettifiche nette su crediti = margine d'interesse rettificato (MINTR)
- Margine d'interesse rettificato (MINTR)+ dividendi ed altri proventi, ricavi netti per servizi, profitti e perdite da operazioni finanziarie e altri proventi netti di gestione = margine d'intermediazione (MINTM)

Nota: In genere un indicatore è un numero puro e quindi misurabile su una scala. Per rendere queste grandezze economiche (come i margini) un indicatore confrontabile su scala o rispetto ad altre entità può essere utile dividere l'importo della grandezza per una base di riferimento come ad esempio il capitale o saldo medio.
L'indicatore di redditività diventa quindi:
margine di interesse/saldo medio
e così via.

## Calcolo del margine di intermediazione
Il margine lordo di intermediazione è  una voce di conto economico consolidato dei bilanci bancari. È determinato secondo i principi IFRS/IAS definiti dall'International Accounting Standards Board (IASB). Come risulta dallo schema di conto economico proposto, è calcolato con la seguente formula:
```
120. Margine di intermediazione = 
+    30. Margine di interesse
+    60.Commissioni nette
+    70.Dividendi e proventi simili
+    80.Risultato netto dell'attività di negoziazione
+    90. Risultato netto dell'attività di copertura
+/- 100.Utili (Perdite) da cessione o riacquisto di
    (a) crediti,
    (b) attività finanziarie disponibili per la vendita,
    (c) attività finanziarie detenute sino a scadenza,
    (d) passività finanziarie
+/- 110. Risultato netto delle attività e passività finanziarie valutate al fair value.
```

Basilea II assegna alle authority nazionali il compito di indicare il contenuto delle singole voci di tale schema di conto economico. La Banca d'Italia le ha specificate nella Circolare "Il bilancio bancario: schemi e regole di compilazione", circolare n. 262 del 22 dicembre 2005, dove è presente la traduzione ufficiale delle voci dello standard internazionale per il Conto Economico delle banche).
Secondo lo schema di conto economico degli standard IFRS/IAS e secondo Basilea II il margine di intermediazione è definito come somma del reddito netto senza interessi e reddito netto con interessi e deve essere al lordo di ogni accantonamento (ad esempio, per interessi di mora),  dei costi operativi, comprese le commissioni corrisposte a fornitori di servizi esternalizzati (mentre include le commissioni pagate alla banca per tali servizi), deve escludere i profitti o le perdite realizzati sulla vendita di titoli del "banking book", e le partite straordinarie o irregolari, nonché i proventi derivanti da assicurazioni.